# ميثاق التحالف

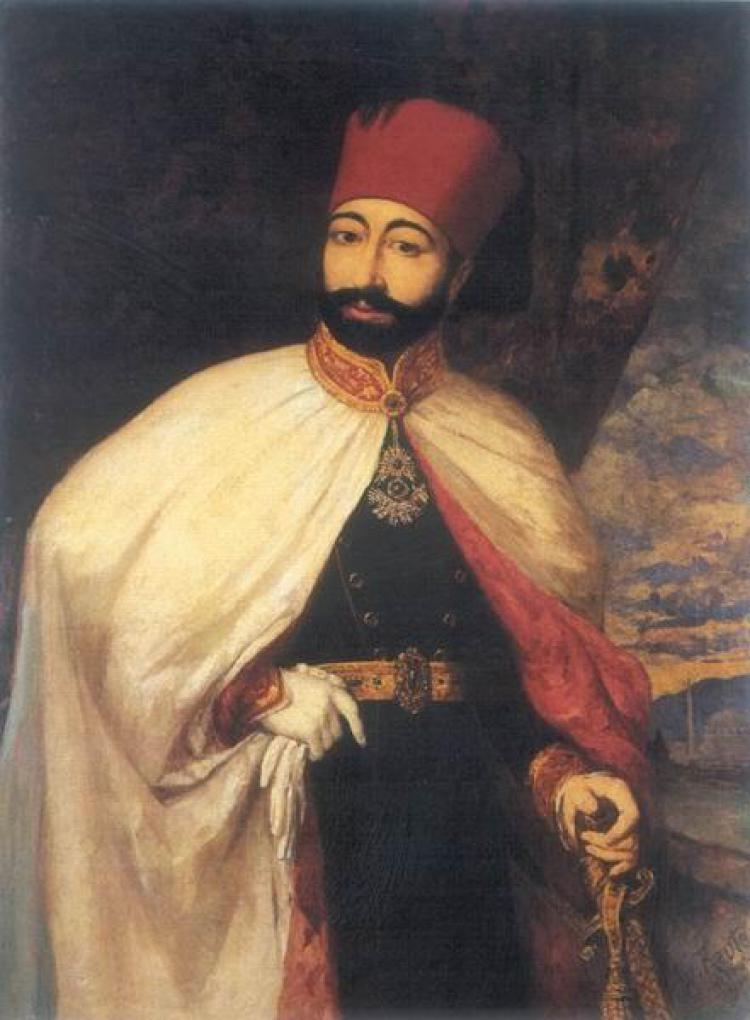
محمود الثاني

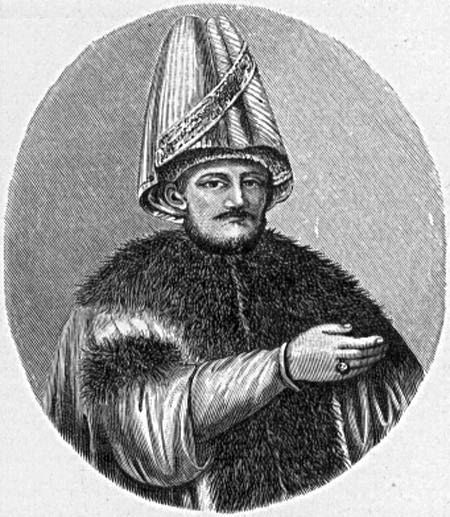
علمدار مصطفى باشا

ميثاق التحالف (بالتركية: Sened-i İttifak)‏ (المعروفة أيضًا باسم صك الاتفاق)
هي معاهدة تمت بين الوزير الأعظم للإمبراطورية العثمانية وعدد من الحكام المحليين الأقوياء. تم التوقيع عليها في اكتوبر عام 1808، في محاولة لتنظيم سلطتهم وعلاقاتهم مع الحكومة العثمانية المركزية.

## خلفية
كانت الأراضي الزراعية تعتبر ملكية خاصة للسلطان, في الإمبراطورية العثمانية، وهذه العقارات تم منحها لرجال الفرسان الذين يعرفون باسم (تيماريوت سيباهيس) مقابل خدماتهم العسكرية أثناء الحرب. كان النظام مشابهًا لنظام الإقطاعية في أوروبا في العصور الوسطى ، باستثناء أن الأرض لم تكن قابلة للتوريث مما حال دون ظهور الإقطاع في الإمبراطورية العثمانية.
ومع ذلك، خلال تراجع الإمبراطورية في القرن الثامن عشر، أدى عاملان إلى ظهور نوع من الإقطاع:
- التقدم في التكنولوجيا العسكرية، مما جعل سلاح الفرسان العثماني أقل فعالية بكثير.
- أجبر فقدان الأراضي المربحة والحروب المستمرة تقريبًا الباب العالي العثماني على جمع المزيد من الضرائب وتعيين جباة الضرائب في المقاطعات.

تم استبدال الفرسان بجامعي الضرائب والحكام العسكريين المحليين الذين أطلق عليهم اسم ("أسياد النهر") أو أيان وبالتركية (derebeys) .
شكل هؤلاء القادة المحليون الأقوياء سلالات محلية تحكم بسياسة الأمر الواقع، وكانت مدعومة بقوة عسكرية كبيرة.
بحلول نهاية القرن الثامن عشر، أصبحت سلطة السلطان شبه معدومة خارج العاصمة إسطنبول، وأصبحت الإمبراطورية لا مركزية،إلى حد كبير.

## صعود علمدار مصطفى إلى الصدر الأعظم
علمدار مصطفى باشا عمل كاحد الأعيان في روسكوك (روسه، بلغاريا ) حاليا. وكان علمدار يدعم السلطان سليم الثالث (حكم من 1789 إلى 1807) في اصلاحاته. لكن بعد ازاحه السلطان سليم الثالث عن العرش، سار علمدار إلى إسطنبول لإعادة سليم الثالث إلى العرش. لكن السلطان سليم كان قد قُتل على يد السلطان الجديد مصطفى الرابع (حكم 1807-1808). وخلع علمدار مصطفى الرابع من العرش وتوج شقيقه محمود الثاني سلطانا (1808 إلى 1839). وإظهارا لامتنانه، قام السلطان محمود الثاني بتعيين علمدار وزيرًا أعظم له.

## ميثاق التحالف
لم يعرف عدد الوجهاء الذين شاركوا في مفاوضات ميثاق التحالف، ومع ذلك تذكر المصادر الاسماء التالية: كابان سليمان بك من بوزوك (يوزغات)، وكارا عمر آغا من مانيسا، إسماعيل بك من سيروز، أحمد آغا من شيله وبولو فويفود حاج أحمد أوغلو سيد إبراهيم آغا،
وبيلجيك كاليونجو مصطفى بك وتشيرمين الحاكم.
في الأصل كان علمدار نفسه كان أحد الاعيان، وحاول إنهاء الفوضى في الإمبراطورية من خلال هذة المعاهدة. ودعا اثنان من الاعيان إلى اسطنبول . على الرغم انه حضر أربعة منهم فقط، إلا أن علمدار وقع على وثيقة تسمى "ميثاق التحالف" (بالتركية: Sened’i İttifak)‏  في 29 سبتمبر 1808.
وكانت الشروط:
1. وعد الأعيان بإظهار الاحترام للسلطان.
2. وافق الأعيان على تخصيص وحداتهم العسكرية في جيش السلطان.
3. وعد الأعيان بالمساعدة في حماية خزانة السلطان.
4. ووعد الأعيان بإطاعة الأوامر الصادرة عن الصدر الأعظم بشرط ألا تكون الأوامر غير قانونية. وافق الأعيان أيضًا على عدم التدخل في مجال نفوذ الأعيان الآخرين.
5. أعطى الباب العالي الشرعية للأعيان وممتلكاتهم. علاوة على ذلك، تم إعلان العقارات قابلة للتوريث.
6. وعد الأعيان بدعم السلطان ضد الثورات.
7. ووعد الصدر الأعظم بالتشاور مع الأعيان لحل المشاكل الضريبية، بينما وعد الأعيان بعدم قمع الفقراء.

## ما بعد الكارثة
وفقًا لبعض المؤرخين، فإن ميثاق التحالف شكل من أشكال الماجنا كارتا التركية. غير أن آخرين اشاروا ان الميثاق الذي تم توقيعه في النصف الأول من القرن التاسع عشر لا يمكن مقارنته بماجنا كارتا القرن الثالث عشر. وعلى أية حال، فإن هذا الميثاق لم يدم طويلا. وفقًا للمعاهدة، سيوقع خلفاء علمدار أيضًا على هذة المعاهدة.
ولكن بعد وفاة علمدار لم يوقع اي صدر أعظم بعده على المعاهدة. ربما بسبب دعم السلطان الفاتر لها. ورأى السلطان في هذه المعاهدة تحديًا لهيبته.
وفي السنوات التالية، حارب السلطان النشط الأعيان وتمكن من إخضاع معظمهم.

## أنظر أيضا
- تشيفليك
- العملية الدستورية في تركيا